# Augusta Stang
Augusta Stang, född 1869, död 1944, var en norsk politiker (Høyre). Hon blev 1930 den tredje kvinnan som valdes in i det norska stortinget, där hon satt 1931-1933.